# Hagenhof (Treuchtlingen)

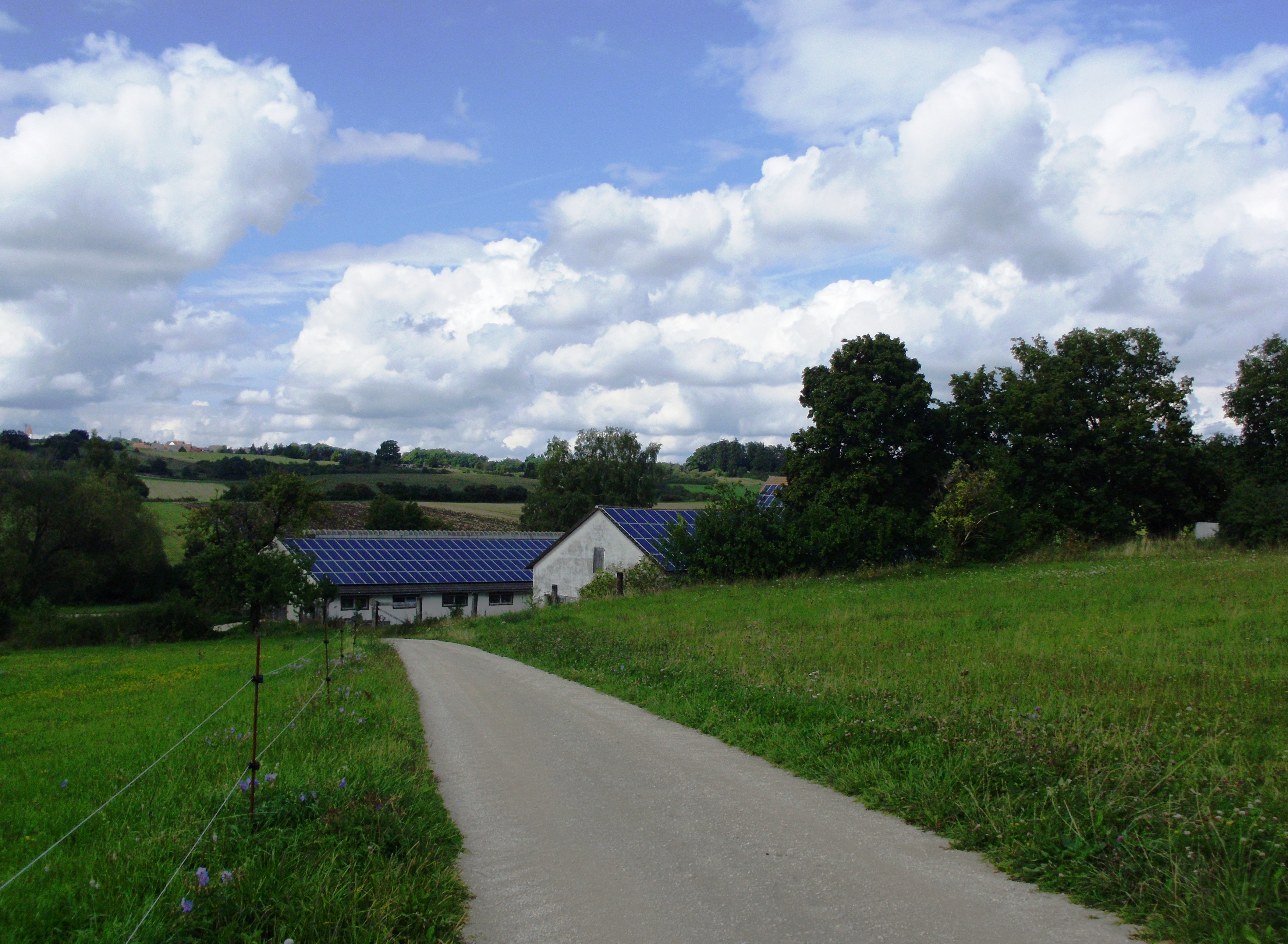
Der Hagenhof, eingebettet in die Landschaft

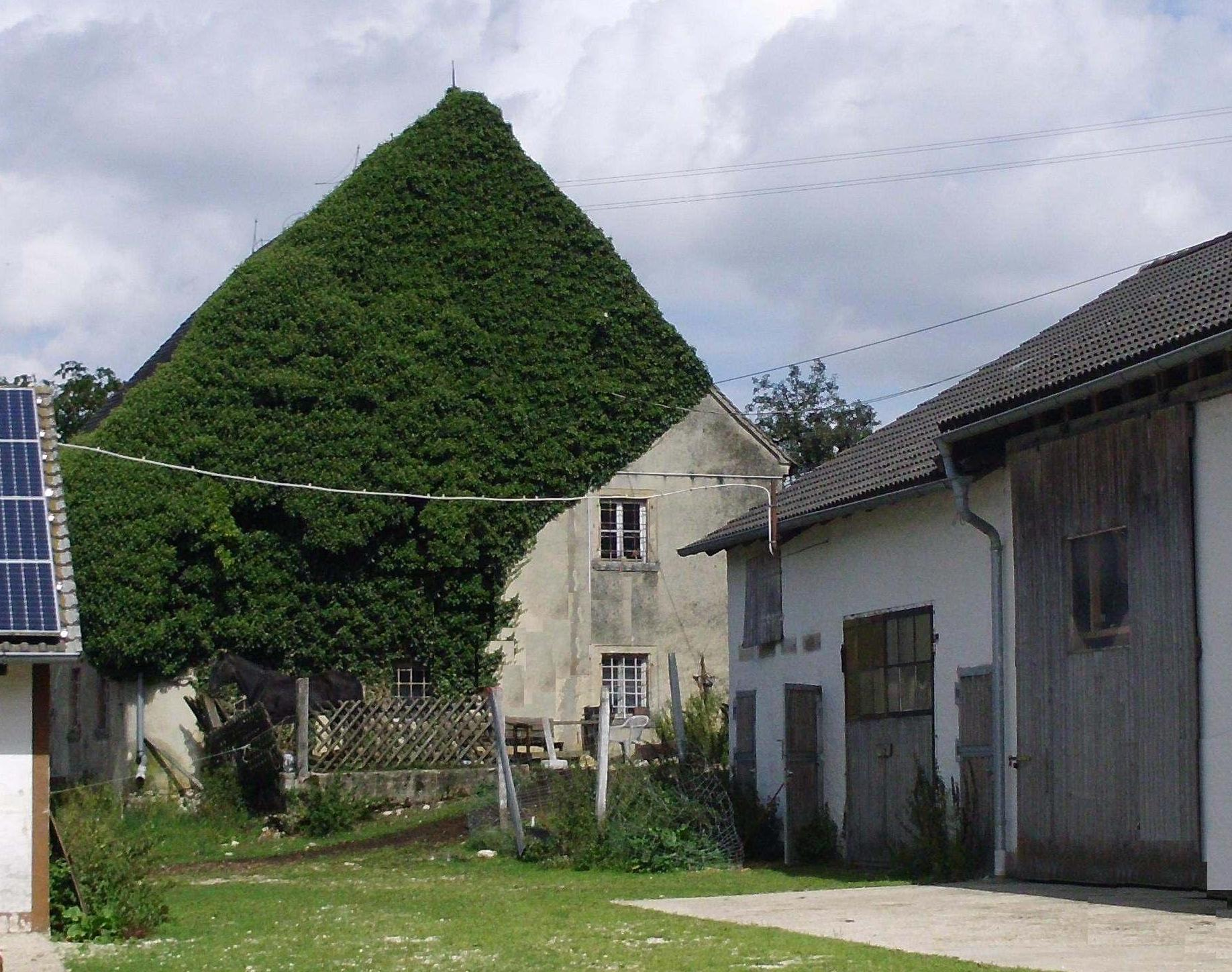
Hagenhof, Wohngebäude

Hagenhof ist ein Gemeindeteil der Stadt Treuchtlingen im Landkreis Weißenburg-Gunzenhausen (Mittelfranken, Bayern). Hagenhof liegt in der Gemarkung Auernheim.

## Lage
Die Einöde liegt in der Südlichen Frankenalb auf dem Hahnenkamm südöstlich von Auernheim und westlich des Treuchtlinger Ortsteils Freihardt der Gemarkung Windischhausen. Südlich befindet sich das Waldgebiet Grottenhof. Nördlich von Hagenhof führt die Staatsstraße 2216 vorbei; von ihr zweigt, von Auernheim in Richtung Treuchtlingen kommend, vor einem Sägewerk eine Ortsverbindungsstraße nach Hagenhof ab, die weiter nach Döckingen führt.

## Ortsnamensdeutung
Der Ortsname bedeutet „Hof am Dornbusch“ oder „Hof bei der Einfriedung/Umhegung“. Denkbar ist, dass auch ein Besitzer/Erbauer namens Hag(o, -e, -en) namensgebend war.

## Geschichte
Circa 400 Meter südöstlich des Hagenhofes befindet sich ein hallstattzeitliches Grabhügelfeld; 1982/1983 wurden zwei Hügel ergraben. Etwa einen halben Kilometer ostsüdöstlich des Hagenhofes wurde eine dreigebäudige römische villa rustica ergraben. Steingebäude in der Flur „Schloßbuck“ bei Hagenhof könnten ebenfalls römischen Ursprungs sein.
Der Hagenhof, ein landwirtschaftliches Anwesen, dessen Hauptgebäude sich als zweigeschossiges Gutshaus mit Satteldach aus dem frühen 19. Jahrhundert zeigt, wird urkundlich erstmals 1514 erwähnt: Jakob Schlayff, Bauer auf dem „Hagenhoff“, zinste an die Herrschaft Rechenberg. Ein Beleg von 1535 besagt, dass der Hof zum Halsgericht Hohentrüdingen gehört. 1590 ging der Hof durch Verkauf von der Herrschaft Rechenberg an die Markgrafen von Brandenburg-Ansbach über. Er war, so ein Beleg von 1732, dem Verwalteramt Schwaningen zugeteilt; der große und der kleine Zehnt ging nach Auernheim. Am Ende des Heiligen Römischen Reiches bestand Hagenhof aus zwei Halbhöfen.
Seit 1806 im Königreich Bayern, wurde der Hagenhof 1808 dem Steuerdistrikt und 1810 sowie 1818 der Ruralgemeinde Auernheim im Landgericht Heidenheim. Diese wurde im Zuge der Gebietsreform in Bayern am 1. Juli 1972 nach Treuchtlingen eingemeindet. 1984 bestand Hagenhof aus einem landwirtschaftlichen Vollerwerbsbetrieb.

### Einwohnerzahlen
- 1818: 11 Einwohner, 1 Anwesen[9]
- 1824: 11 Einwohner, 1 Anwesen[9]
- 1861: 11 Einwohner, 3 Gebäude[11]
- 1950: 08 Einwohner, 1 Anwesen[12]
- 1961: 09 Einwohner, 1 Wohngebäude[13]
- 1987: 05 Einwohner, 1 Wohngebäude[1]